# Albert Römer (Autor)
Albert Römer, eigentlich Abraham Römer (* 4. Juli 1859 in Schlawe; † 6. September 1909 in Charlottenburg) war ein deutscher Autor und Herausgeber.

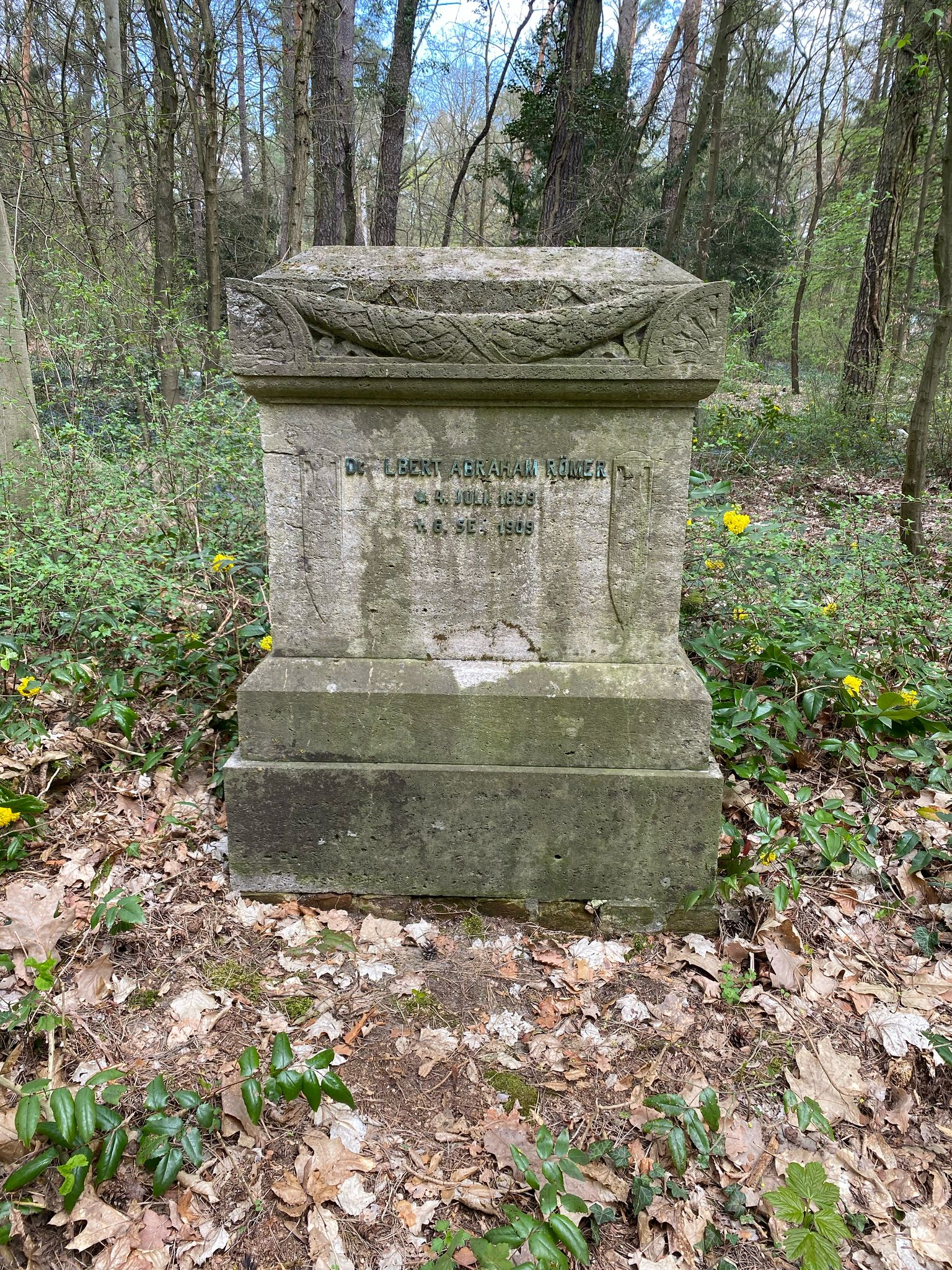
Grabstätte auf dem Südwestkirchhof Stahnsdorf

Albert Römer war in Berlin Leiter der „Vereinigung für Literatur und Kunst“ sowie Herausgeber der seit 1885 erscheinenden Korrespondenz für Kunst und Wissenschaft. Er veröffentlichte vor allem über neuniederdeutsche Literatur, insbesondere Fritz Reuter und John Brinckman. 
Sein Grab befindet sich auf dem Südwestkirchhof Stahnsdorf.

## Schriften
- Fritz Reuter in seinem Leben und Schaffen. Berlin 1896
- Geschichten und Anekdoten aus Fritz Reuters Unterhaltungsblatt. Berlin 1897 (einleitende Studie)
- John Brinckmans Nachlaß. 6 Bände, Berlin 1904–1908
- Heiteres und Weiteres von Fritz Reuter. Berlin 1905
- Eine Sammlung plattdeutscher Sprichwörter und Kernsprüche nebst Erzählungsbruchstücken von John Brinckman. In: Niederdeutsches Jahrbuch 31 (1905), S. 20–35
- John Brinckman in seinem Werden und Wesen. Berlin 1907